# Donna Gigliotti
Donna M. Gigliotti (* November 1955) ist eine US-amerikanische Filmproduzentin.

## Leben
Donna M. Gigliotti begann ihre Filmkarriere als Assistentin von Martin Scorsese beim Film Wie ein wilder Stier und arbeitete sich in unterschiedlichen Produktionsfunktionen hoch, bevor sie 1995 mit Ein Sommer am See, Restoration – Zeit der Sinnlichkeit und Teufel in Blau gleich drei Filme gleichzeitig produzieren konnte. Mit Shakespeare in Love und Der Vorleser war sie jeweils als Produzentin für den British Academy Film Award und den Oscar mit dem Besten Film nominiert, wobei sie beide Auszeichnungen mit Shakespeare in Love gewinnen konnte. Nachdem Gigliotti bereits von 1993 bis 1996 ausführende Vizepräsidentin bei Miramax Films war, wurde im Oktober 2010 bekannt, dass sie die Präsidentin der Produktionsabteilung bei The Weinstein Company wird.

## Filmografie (Auswahl)
- 1995: Ein Sommer am See (A Month by the Lake)
- 1995: Restoration – Zeit der Sinnlichkeit (Restoration)
- 1995: Teufel in Blau (Devil in a Blue Dress)
- 1998: Shakespeare in Love
- 2004: Vanity Fair – Jahrmarkt der Eitelkeit (Vanity Fair)
- 2007: The Good Night
- 2008: Der Vorleser
- 2008: Two Lovers
- 2010: Let Me In
- 2010: Shanghai
- 2011: Der ganz normale Wahnsinn – Working Mum (I Don’t Know How She Does It)
- 2012: Silver Linings (Silver Linings Playbook)
- 2016: Hidden Figures – Unerkannte Heldinnen (Hidden Figures)
- 2023: The Boys in the Boat

## Auszeichnungen (Auswahl)
Oscar
- 1999: Auszeichnung für den Besten Film mit Shakespeare in Love
- 2009: Nominierung für den Besten Film mit Der Vorleser
- 2013: Nominierung für den Besten Film mit Silver Linings
- 2017: Nominierung für den Besten Film mit Hidden Figures – Unerkannte Heldinnen

British Academy Film Award
- 1999: Auszeichnung für den Besten Film mit Shakespeare in Love
- 2009: Nominierung für den Besten Film mit Der Vorleser